# Hiroshi Takeshima
Hiroshi Takeshima (japonès: 竹島宏)  (Fukui, 28 d'agost de 1978) és un cantant japonés d'enka i mood kayō. Natural de la ciutat de Fukui, a la prefectura homònima, Hiroshi Takeshima va fer el seu debut amb el senzill Limonda Iimonda, al segell discogràfic Tokuma Japan Communications, amb el qual treballà fins al 2014, quan passà a ser un artista de la Teichiku.
Hiroshi Takeshima es graduà a la facultat d'administració d'empreses de la Universitat Meiji, a Tòquio. Takeshima va decidir ser cantant quan, a cinquè de primària, va assistir a un concert de Fuyumi Sakamoto (una altra cantant d'enka) amb la seua besàvia. Des de l'any 2000, abans del seu debut com a cantant, presenta un programa —que du el seu nom "Takeshima Hiroshi no Uta-MAX" (竹島宏の歌MAX), i que setmanalment presenta cantants d'enka i els seus darrers èxits. El programa s'emet principalment pels canals de la JAITS (KBS Kyoto, Gifu TV, Tochigi TV, Mie TV i Chiba TV) així com Asahi-Aomori en obert i BS12 per cable.

## Discografia

### Senzills
| Nº | Llançament    | Llançament | Llançament                                           |
| Nº | Data          | Any        | Single                                               |
| -- | ------------- | ---------- | ---------------------------------------------------- |
| 1  | 24 de juliol  | 2002       | "Iimonda Iimonda" (いいもんだ いいもんだ)            |
| 2  | 21 d'agost    | 2003       | "Hakodate Aishū" (函館哀愁)                          |
| 3  | 21 d'octubre  | 2004       | "Sapporo Elegy" (札幌えれじぃ)                       |
| 4  | 24 d'agost    | 2005       | "Hirugao no Hana" (昼顔の花)                         |
| 5  | 3 de maig     | 2006       | "Hi no Ataru Basho" (陽のあたる場所)                 |
| 6  | 7 de març     | 2007       | "Hanamizuki" (花水木)                                |
| 7  | 5 de setembre | 2007       | "Yoru no Gingitsune" (夜の銀狐)                      |
| 8  | 1 d'octubre   | 2008       | "Koi ni Yaburete" (恋にやぶれて)                     |
| 9  | 13 de maig    | 2009       | "Kinjirareta Omoi" (禁じられた想い)                  |
| 10 | 3 de març     | 2010       | "Kono Mi wo Nagete" (この身を投げて)                 |
| 11 | 26 de gener   | 2011       | "Ai no Arashi" (愛の嵐)                              |
| 12 | 11 de gener   | 2012       | "Murasaki no Tsuki" (紫の月)                         |
| 13 | 5 de setembre | 2012       | "Utakata no Kaze" (うたかたの風)                     |
| 14 | 22 de maig    | 2013       | "Kitaryoshū" (北旅愁)                                |
| 15 | 5 de març     | 2014       | "Hagurebashi" (はぐれ橋)                             |
| 16 | 27 d'agost    | 2014       | "Nakinurete..." (泣きぬれて…)                        |
| 17 | 8 d'abril     | 2015       | "Aishū Monogatari" (哀愁物語)                        |
| 18 | 20 de gener   | 2016       | "Tōkyō Kamishibai" (東京紙芝居)                      |
| 19 | 17 de febrer  | 2016       | "Hi ha Noboru" (陽が昇る)                            |
| 20 | 31 d'agost    | 2016       | "Yoake no Karasu" (夜明けのカラス)                   |
| 21 | 25 de gener   | 2017       | "Tsukimakura" (月枕)                                 |
| 22 | 14 de març    | 2018       | "Koimachi Counter" (恋町カウンター)                  |
| 23 | 13 de març    | 2019       | "Uwasa no Futari" (噂のふたり)                       |
| 24 | 12 de juny    | 2019       | "Yume no Furiko" (夢の振り子)                        |
| 25 | 15 d'abril    | 2020       | "Hajimete Sukininatta Hito" (はじめて好きになった人) |
| 26 | 2 de juny     | 2021       | "Mukai Kaze Junjō" (向かい風 純情)                   |